# Ляхович, Алексей Фёдорович
Алексей Фёдорович Ляхович (?—?) — русский военный и государственный деятель, генерал-лейтенант. Комендант Брест-Литовской крепости.

## Биография
Службу начал прапорщиком Новоингерманландского 10-го пехотного полка. 28 августа 1812 года назначен дежурным штаб-офицером 8-го пехотного корпуса 2-й Западной армии Был участником Отечественной войны 1812 года и Бородинского сражения.
С 1815 по 1820 годы полковник, командир 42-го егерского полка. За выслугу получил 26 ноября 1816 года орден Св. Георгия 4-й степени.
С 17 января 1820 года — генерал-майор, командир бригады 7-й пехотной дивизии. На 1829 год — комендант Килийской крепости С 6 октября 1831 года — генерал-лейтенант. В 1832—1839 годах — Брест-Литовский комендант.